# فرگشت اسب

این تصویر یک توالی نماینده را نشان می‌دهد، اما نباید به عنوان نمایندگی فرگشت «خط مستقیم» اسب تعبیر شود. بازسازی اسکلت پای جلویی چپ (انگشت سوم با تأکید بر زرد) و برش طولی دندانهای آسیاب اسب‌های گزینش‌شده پیشاتاریخ

فرگشت اسب، پستانداری از خانواده اسبان، در یک مقیاس زمانی زمین‌شناسی ۵۰ میلیون سال رخ داد و پگاه‌اسب کوچک، به اندازه جثه سگ در جنگل را به اسبی پیشرفته تبدیل کرد. دیرین‌شناسان توانسته‌اند طرحی کامل‌تر از تبار فرگشتی اسب امروزی را نسبت به هر جانور دیگری جمع‌آوری کنند. بیشتر این فرگشت در آمریکای شمالی رخ داد، جایی که اسب‌ها در حدود ۱۰۰۰۰ سال پیش منقرض شدند.
دغل‌دندانان نزدیک‌ترین خانواده از راسته لقمه‌ای‌بندان است که اعتقاد بر این است که اجداد تک‌سم‌سانان است. این شامل سرده‌های Almogaver , Copecion , Ectocion , Eodesmatodon , Meniscotherium , Ordathspidotherium , Phenacodus و Pleuraspidotherium است. این خانواده از دوره پالئوسن اولیه تا ائوسن میانی در اروپا زندگی می‌کردند و به اندازه یک گوسفند بودند، دم‌هایی که کمی کمتر از نیمی از طول بدنشان بود و برخلاف نیاکانشان، مهارت‌های دویدن خوبی داشتند.

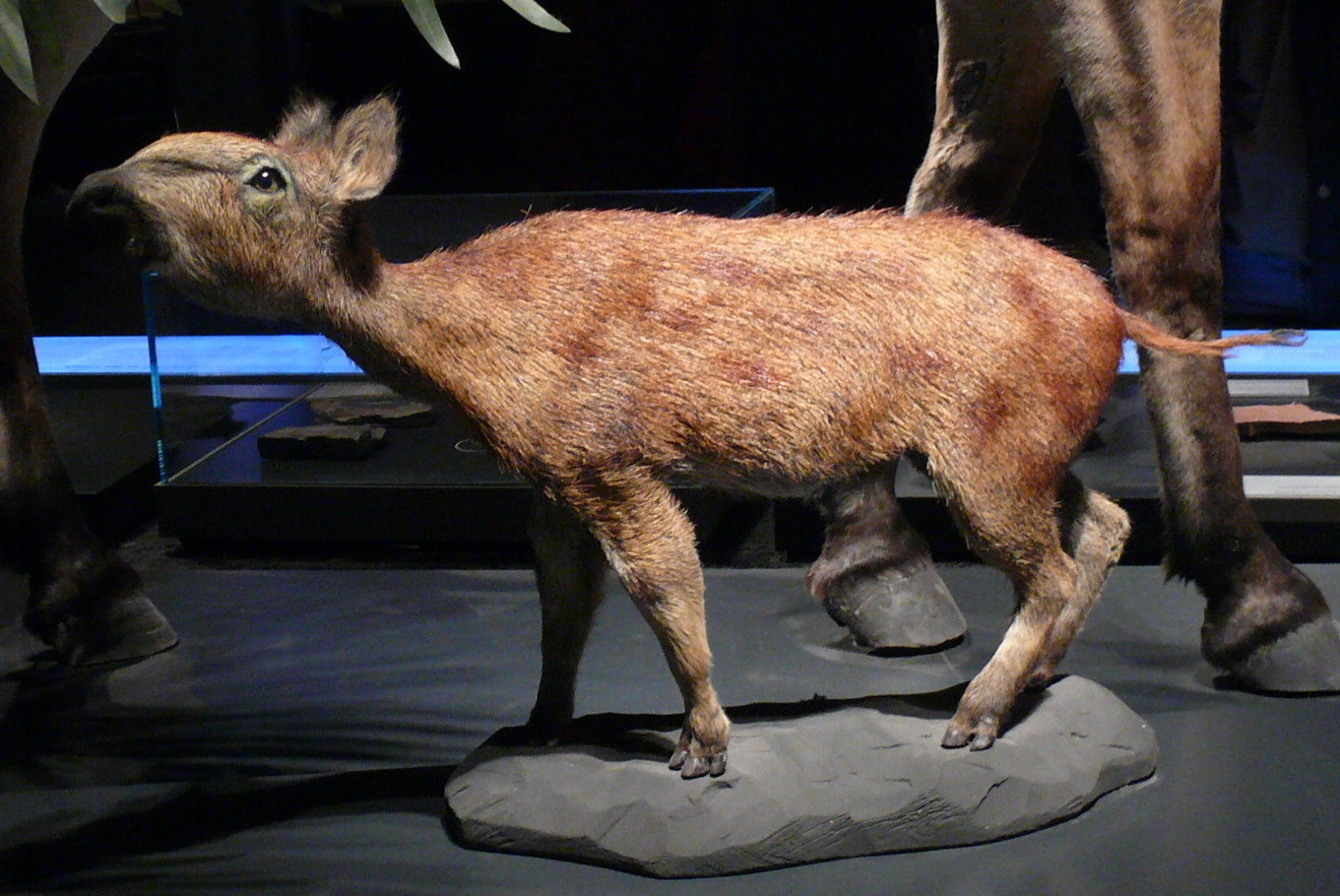
بازسازی اروپااسب، یک جانور ائوسن میانی تا ائوسن پسین در اروپا (موزه für Naturkunde، برلین)

## نگارخانه

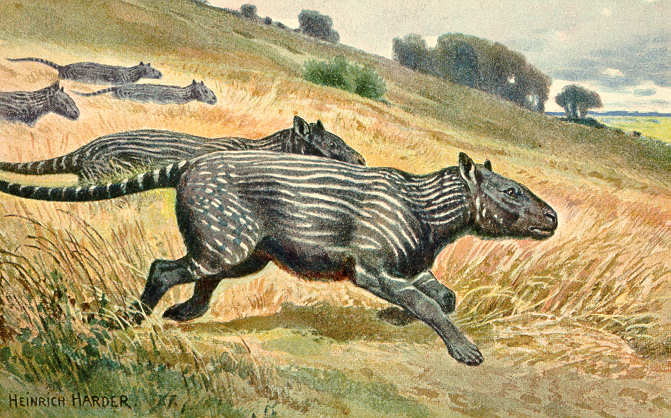
بازسازی فناکودوس
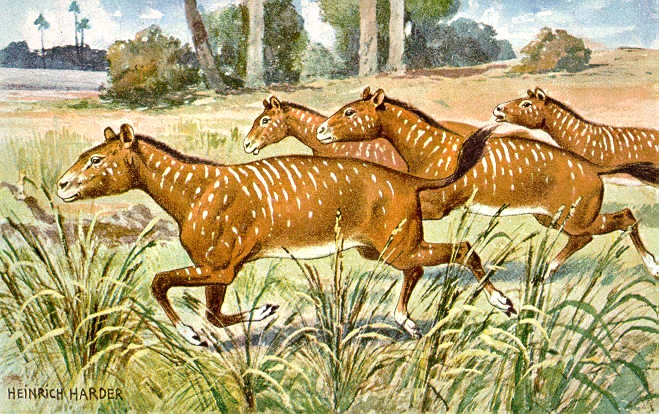
بازسازی میان‌اسب